# Le Coupable idéal
Pour plus de détails, voir Fiche technique et Distribution.
Le Coupable idéal (Quick) est un thriller et un film de procès belgo-suédois réalisé par Mikael Håfström et sorti en 2019.

## Synopsis
Entre 1994 et 2001, en Suède, un homme, Sture Bergwall alias Thomas Quick, a été lourdement condamné pour les meurtres sauvages de huit personnes. Et il en a avoué vingt-cinq autres en Suède, en Norvège, au Danemark et en Finlande. Il fut alors considéré comme l'un des plus grands tueurs en série, sadique et cannibale, de Scandinavie. Pourtant, malgré des aveux et un procès médiatisé, sa culpabilité n'a jamais été prouvée car il n'existe aucun témoignage ni preuve matérielle permettant de le relier aux crimes.
Dès 2008, en déterrant cet épineux dossier opaque, alors que Bergwall est toujours interné dans un hôpital psychiatrique, le journaliste Hannes Råstam et sa jeune consœur Jenny Küttim enquêtent sur des incendies criminels survenus dans les années 1970 et leurs recherches les mènent vers le cas Bergwall. Dès lors, en disséquant les meurtres un par un, le duo se rend compte que rien ne colle dans la trajectoire criminelle de Bergwall. En effet, par exemple, son mode opératoire change régulièrement tout comme ses victimes qui ne se ressemblent pas... En relevant ces incohérences, ils commencent à douter de lui et décident donc de le rencontrer à l'asile pour une émission d'investigation pour tenter de l'innocenter de ces huit crimes dont il a été reconnu coupable. Surtout, leur contre-enquête est sur le point de révéler au grand jour le plus grand scandale judiciaire de l'histoire criminelle de la Suède...

## Fiche technique
- Titre original : Quick
- Titre français : Le Coupable idéal
- Réalisation : Mikael Håfström
- Scénario : Erlend Loe
- Photographie : Ragna Jorming
- Montage : Rickard Krantz
- Musique : Karl Frid et Pär Frid
- Production : Helena Danielsson
- Sociétés de production : Brain Academy ; Film i Väst et Nordisk Film (co-production)
- Sociétés de distribution : Film i Väst et Nordisk Film
- Pays d'origine :  Suède /  Belgique
- Langue originale : suédois
- Format : couleur - 2.35:1
- Genre : thriller
- Durée : 132 minutes
- Dates de sortie :
  -  Suède : 20 septembre 2019
  -  France : 26 juin 2020 (VàD)

## Distribution
- Jonas Karlsson : Hannes Råstam
- David Dencik : Sture Bergwall/Thomas Quick
- Alba August : Jenny Küttim
- Magnus Roosmann : Christer van der Kwast
- Suzanne Reuter : Margit Norell
- Linda Ulvaeus : Birgitta Ståhle
- Christopher Wagelin : Seppo Penttinen
- Björn Bengtsson : Sven Åke Christianson
- Johan Hedenberg : Claes Borgström
- Peter Andersson : Jan Olsson
- Anders Mossling : Göran Källberg

## Production
Le Suédois Mikael Håfströmqui a réalisé auparavant des films d'horreur comme Chambre 1408 et Le Rite avec Anthony Hopkins, puis le thriller Évasion avec Sylvester Stallone et Arnold Schwarzenegger. Il réalise ensuite le thriller basé sur l'histoire vraie de  Sture Bergwall alias Thomas Quick. La production est entièrement suédoise .